# Civitanova Marche
Civitanova Marche est une ville italienne d'environ 42 520 habitants située dans la province de Macerata, dans la région Marches, en Italie centrale.

## Administration
| Période                                  | Période  | Identité          | Étiquette     | Qualité |
| ---------------------------------------- | -------- | ----------------- | ------------- | ------- |
| 28 mai 2002                              | En cours | Erminio Marinelli | Centro-Destra |         |
| Les données manquantes sont à compléter. |          |                   |               |         |

### Hameaux
Civitanova Alta, Fontespina, Santa Maria Apparente, Risorgimento, San Marone, Maranello, Portocivitanova.

### Communes limitrophes
Montecosaro, Porto Sant'Elpidio, Potenza Picena, Sant'Elpidio a Mare.

## Jumelages
- Esine (Italie) depuis 1989 ;
- San Martín (Argentine) depuis 1990 ;
- Šibenik (Croatie) depuis 2002 ;
- Skawina (Pologne) depuis 2005.

## Personnalités
- Stelvio Massi (1929-1994), réalisateur italien de poliziottesco.
- Gianmarco Tamberi (né en 1992), athlète, spécialiste du saut en hauteur.